# Национальные кабельные сети
«Национальные кабельные сети» (НКС) — бывшая российская телекоммуникационная компания. В 2013 году была присоединена к ПАО «Ростелеком».

## История
В октябре 2008 года ОАО «НКС» начало продвижение на московском рынке нового бренда — «ОнЛайм. Телекомфорт провайдер». За полгода зона охвата сети выросла до 53 районов (около 43 % московских домохозяйств).
В октябре 2011 года было объявлено об объединении медийных активов ОАО «НКС» (дочерние компании «Новый выбор» и «АртМедиа Групп», владеющие телеканалами «Совершенно секретно», «Парк развлечений», «Мать и дитя», «24 Техно», «24 Док», «Настоящее страшное телевидение», «Настоящее смешное телевидение») на базе единой компании — «НКС Медиа».
В начале 2012 года ОАО «Ростелеком» консолидировало 100 % голосующих акций ОАО «НТК».
1 октября 2013 года ОАО «Связьинвест», а также еще 20 компаний (прямо или косвенно контролируемых ОАО «Ростелеком» и/или ОАО «Связьинвест») были исключены из Единого государственного реестра юридических лиц в связи с присоединением к ОАО «Ростелеком».

## Собственники и руководство
Акционер ОАО «НКС» — ОАО «Национальные телекоммуникации» (100 % уставного капитала).
ОАО «Национальные телекоммуникации» в свою очередь контролируется «Ростелекомом» (100 % акций общей рыночной стоимостью 41,7 млрд руб.).
Генеральный директор ОАО «НКС» и ОАО «Национальные телекоммуникации» — Брагин Дмитрий Львович.

## Деятельность
ОАО «НКС» оказывала услуги кабельного и цифрового телевидения, широкополосного доступа в Интернет, стационарной телефонии в ряде российских регионов самостоятельно и через дочерние компании:
- Екатеринбург, Среднеуральск, Березовский, Курган (ЗАО «Телесеть-Сервис», бренд Кабinet)
- Москва (бренд OnLime)[10];
- Новосибирск (ООО «Новосибирское антенно-кабельное телевизионное вещание»)[11];
- Санкт-Петербург (ОАО «Телекомпания Санкт-Петербургское кабельное телевидение»)[12];
- Электросталь и другие города Московской области (ООО «Элтелекор» и ЗАО «Элкател»)[13].

ОАО «НКС» предоставляла в Москве услуги кабельного телевидения, используя арендованную кабельную сеть ОАО «Мостелеком» — оператора, контролируемого ОАО «Национальные телекоммуникации». При этом эфирный телесигнал доставляется во все квартиры, подключенные к кабельной сети, а абонентская плата автоматически включается в счет за жилищно-коммунальные услуги. В сетку вещания входит свыше 40 телеканалов.
Компания занимала 31 % рынка ШПД в Екатеринбурге, 16 % в Санкт-Петербурге, 4 % в Москве. Доля на рынке кабельного телевидения: 72 % в Москве, 76 % в Санкт-Петербурге, 49 % в Екатеринбурге.

### Показатели деятельности
По итогам 2010 года, подведенным по РСБУ, чистая прибыль ОАО «НКС» составила 763,4 млн руб. (против 11,1 млн руб. в 2009 году), объем выручки составил 4,306 млрд руб. (прирост в 1,92 раза по сравнению с 2009 годом). Среднесписочная численность работающих составила 536 человек.
Консолидированное число пользователей услуг ШПД группы компаний «Национальные телекоммуникации», основным активом которой является ОАО «НКС», в 2010 году составило 464 тыс. абонентов, число пользователей платного телевидения — 142,9 тыс. абонентов, число пользователей социального телевидения — 4,448 млн абонентов.

## Торговые марки
Компании принадлежат торговые марки:
- «Твоё ТВ» — кабельное телевидение;
- «Твой Интернет» — широкополосный доступ в Интернет в Санкт-Петербурге, Новосибирске, Электростали;
- «Твой Телефон» — стационарная телефония;
- КАБiNET— широкополосный доступ в Интернет, а также аналоговое кабельное и цифровое телевидение в Екатеринбурге, Кургане, Среднеуральске, Березовском;

### Твой Телефон
Твой Телефон — торговая марка, под которой предоставляюся услуги телефонной связи для физических лиц. Это услуга местной связи по Санкт-Петербургу, междугородней и международной связи. Каждый абонент получает местный телефонный номер в коде 812 вида 8 (812) ХХХ-ХХ-ХХ. Услуги телефонной связи под брендом «Твой Телефон» были выведены на рынок в 2008 году, ознаменовав вывод на петербургский рынок решения Triple Play.
Твой Телефон базируется на технологии VoIP (Voice over IP), т.е передача голосовой информации осуществляется по IP-сети. Услуга предполагает использование оборудования поддерживающего VOIP: модем версии DOCSIS с поддержкой функции телефонии, телефонный голосовой шлюз или IP-телефон. К модему Docsis или голосовому шлюзу подключается стандартный телефонный аппарат, через который идет общение.
Подключение к интернету осуществляется за счет DOCSIS-сети ОАО «ТКТ».

### Включ
Включ — комплект для подключения и просмотра цифрового телевидения и телевидения высокой четкости (HD). Решение работает по технологии DVB-C на основе модуля условного доступа (CAM).
Открытие продаж «Включ» началось в сентябре 2011 года. Запуск решения сопровождается масштабной рекламной кампанией, в том числе тизерной наружной рекламой, которая была разработана рекламным агентством Leo Burnett Moscow..

### Твой Интернет
Твой Интернет — торговая марка предоставляются услуги широкополосного доступа в Интернет для физических и юридических лиц. Твой Интернет неразрывно связан с родственными брендами — Твое TV и Твой Телефон. 
Компания ТКТ, предоставляющая эти услуги, является одним из лидеров рынка широкополосного доступа в Интернет. Услуга доступа в интернет под брендом «Твой Интернет» была выведена на рынок в 2004 году.. На конец 2008 года численность абонентов составила 100 000 человек.. В мае 2009 года ТКТ предложила комплексное пакетное решение Triple Play: интернет (Твой Интернет) + цифровое телевидение (Твое TV) + телефония (Твой Телефон).. В августе 2011 года в отдельных районах Санкт-Петербурга была запущена тестовая сеть, предоставляющая доступ в Интернет по технологии Metro Ethernet на скорости до 1 Гбит/с..